# 수원시정연구원
수원시정연구원(SRI: Suwon Research Institute)은 도시 경쟁력을 향상시키고 수원의 가치 혁신을 선도하는 싱크 탱크이자, 솔루션 뱅크이다. 수원시 시정발전에 관한 중장기 계획의 수립 및 주요 정책에 대한 조사·연구 등을 담당하기 위해 설립된 수원시 출연연구기관이다. 2012년 3월 ‘지방자치단체출연연구원의설립및운영에관한 법률’ 개정으로 인구 100만명 이상 도시에서도 지방연구원 설립이 가능해지자 기초자치단체 최초로 설립, 2013년 3월 28일 공식 개원했다. 

## 설립 근거 및 목적
- 민법 제32조(비영리법인의 설립과 허가)
- 지방자치단체 출연 연구원의 설립 및 운영에 관한 법률[1] 및 시행령
- 수원시정연구원 설립 및 운영조례(2017년 7월 17일 전부개정)
- 수원시정 발전을 위한 각종 과제의 종합적·체계적인 조사·연구
- 지역단위의 정책개발 및 계획수립을 통하여 지역정체성 확보
- 수원시의 중·장기적인 미래비전 제시를 통한 도시경쟁력 강화
- 도시문제 해결을 위한 각종 시정 현안사업에 대한 체계적 대응

## 연혁
- 2023. 05. 03.	 | 제5대 김성진 원장 취임
- 2023. 02. 03.	 | 제4대 김선희 원장 퇴임
- 2021. 12. 31.	 | 글로벌미래연구센터 운영 종료
- 2021. 05. 24.	 | 민간 이사장제 도입
- 2021. 04. 01.	 | 제4대 김선희 원장 취임
- 2021. 03. 08.	 | 정책현안T/F팀 구성 및 운영
- 2019. 03. 11.	 | 수원시정연구원 조직개편(4실 2센터)
- 2019. 01. 02.	 | 제3대 최병대 원장 취임
- 2017. 01. 02.	 | 수원시민자치대학 운영 개시
- 2017. 01. 02.	 | 글로벌미래연구센터 업무 개시
- 2016. 11. 01.	 | 수원시정연구원 조직개편(5실 3센터)
- 2016. 10. 31.	 | 시민자치대학 위탁운영 개시
- 2016. 09. 27.	 | 수원시 더함파크(서둔동)로 연구원 이전
- 2016. 02. 01.	 | 제2대 이재은 원장 취임
- 2015. 01. 01.	 | 도시디자인센터 운영
- 2014. 02. 28.	 | 수원학연구센터 운영
- 2013. 03. 28.	 | 수원시정연구원 개원
- 2013. 02. 10.	 | 제1대 손혁재 원장 취임
- 2013. 02. 04.	 | 수원시정연구원 설립허가 및 등기
- 2012. 08. 14.	 | 「수원시정연구원 설립 및 운영에 관한 조례」 제정
- 2012. 03. 22.	 | 「지방자치단체출연연구원의 설립 및 운영에 관한 법률」 개정안 공포
- 2012. 02. 27.	 | 「지방자치단체출연연구원의 설립 및 운영에 관한 법률」 개정안 국회 의결[2]

## 주요 업무
- 수원시 시정발전에 관한 중장기계획의 수립 및 주요 정책에 대한 조사·연구
- 수원시 및 수원시의회의 주요현안 사항과 제도개선에 대한 조사·연구
- 수원시와 수원시의회 및 다른 기관·단체로부터의 각종 연구 사업의 수탁
- 대한민국 국내 및 국외 연구기관과의 교류·협력
- 수원시정발전에 관련된 국내외 주요현안 연구
- 그 밖의 위 각 호의 부대사업과 연구원의 설립목적을 위하여 필요로 하는 사업

## 조직

### 수원시정연구원장
연구기획실 ••• 연구원의 중장기 발전계획 및 사업계획을 수립하고 체계적인 연구수행을 위한 연구 기획 및 조정, 학술행사, 연구지원 활동, 패널운영, 수원서베이 및 관련 지표 생산, 데이터 분석 등 수행

도시경영연구실 ••• 대내·외 경제 및 행정·재정 환경변화에 부합하는 시 정부의 기능 및 조직, 인력, 예산 등 효율적 지원체계를 마련하고, 복지, 문화, 여성친화도시 조성, 지방재정 건전화, 도시활력을 위한 경제, 문화·관광 및 여가 분야에 대한 정책연구

도시공간연구실 ••• 수원시의 지속가능한 도시공간구축을 위해 도시, 경관, 건축, 환경, 교통, 도시디자인, 스마트 시티 조성 등에 대한 계획수립과 종합적인 정책 연구

경영지원실 ••• 효율적인 연구환경 운영을 위한 경영 및 예산·회계 업무지원 체계를 구축하고, 대내·외 협력과 교류를 통해 연구원의 위상 강화 기능 수행

수원학연구센터 ••• 근현대 지역사 사료 발굴 및 아카이브 구축, 수원학 학술연구 및 심화, 도서 출간, 지역정체성 강화를 위한 문화·인문학도시 조성 연구

수원시민자치대학 ••• 시민참여형 교육사업을 기획·추진하며, 민주적 의사결정 및 참여바탕의 지역리더를 양성하는 시민 참여과정에서 요구되는 자치역량 강화를 위한 수원시민을 위한 교육기관
수원시탄소중립지원센터 ••• 수원시의 탄소중립·녹색성장 정책 기반 구축, 탄소중립 연구사업 추진, 탄소중립 대외홍보, 시민 참여 방안 발굴 등 역할 수행